# Смишљак (Врбовско)
Смишљак (хрв. Smišljak) је насељено место у саставу града Врбовско, Приморско-горанска жупанија, Хрватска.

## Историја
До територијалне реорганизације у Хрватској био је у саставу старе општине Врбовско.

## Становништво
У попису становништва из 2011. године, Смишљак је имао 21 становника.
| Број становника према пописима | Број становника према пописима | Број становника према пописима | Број становника према пописима | Број становника према пописима | Број становника према пописима | Број становника према пописима | Број становника према пописима | Број становника према пописима | Број становника према пописима | Број становника према пописима | Број становника према пописима | Број становника према пописима | Број становника према пописима | Број становника према пописима | Број становника према пописима |
| ------------------------------ | ------------------------------ | ------------------------------ | ------------------------------ | ------------------------------ | ------------------------------ | ------------------------------ | ------------------------------ | ------------------------------ | ------------------------------ | ------------------------------ | ------------------------------ | ------------------------------ | ------------------------------ | ------------------------------ | ------------------------------ |
| 1857                           | 1869                           | 1880                           | 1890                           | 1900                           | 1910                           | 1921                           | 1931                           | 1948                           | 1953                           | 1961                           | 1971                           | 1981                           | 1991                           | 2001                           | 2011                           |
| 87                             | 77                             | 69                             | 71                             | 66                             | 47                             | 42                             | 64                             | 60                             | 51                             | 48                             | 47                             | 43                             | 33                             | 26                             | 21                             |

Напомена: Од 1910. до 1970. исказивано под именом Луковдолски Смишљак.